# Wettbewerbsrechtlicher Leistungsschutz
Der Wettbewerbsrechtliche Leistungsschutz gibt einem Unternehmen das Recht, sich dagegen zu wehren, dass ein anderes Unternehmen die Leistungen oder den Ruf des erstgenannten Unternehmens „unlauter“ ausbeutet. Der wettbewerbsrechtliche Leistungsschutz ist für Deutschland in § 4 UWG (Gesetz gegen den unlauteren Wettbewerb) geregelt. Der wettbewerbsrechtliche Leistungsschutz ergänzt den Gewerblichen Rechtsschutz. Das UWG beschreibt Rechtsverletzungen, gegen die auf der Grundlage von Spezialgesetzen, wie denen des Patentrechts, Markenrechts oder des Urheberrechts, nicht vorgegangen werden kann. Als Teil des Wettbewerbsrechts wird dieser Schutz auch ergänzender wettbewerbsrechtlicher Leistungsschutz genannt.
Grundsätzlich regeln die jeweiligen Spezialgesetze wie das PatentG oder das MarkenG abschließend den Rechtsschutz, der durch Ausschließlichkeitsrechte entsteht. Das Wettbewerbsrecht, spezieller das Gesetz gegen den unlauteren Wettbewerb gewährt im Unterschied zum Immaterialgüterrecht keine Ausschließlichkeitsrechte, sondern regelt das Marktverhalten zwischen den Mitbewerbern und das Verhältnis zur Marktgegenseite. Dennoch regelt das UWG ähnliche Fälle, die nach der UWG-Reform kodifiziert wurden. So beschreiben § 4 Nr. 3 a) – c) UWG und § 14 II Nr. 1 – 3 MarkenG ähnlich gelagerte Fälle.
Allerdings muss der Grundsatz der Nachahmungsfreiheit beachtet werden, der besagt, dass Nachahmungen grundsätzlich frei sind und die Schranken nur durch das Urheberrecht, Markenrecht etc. gezogen werden. Außerhalb dieser Schranken darf eine Leistung nachgeahmt werden. Dieser Grundsatz wird durch Ausnahmen durchbrochen, sofern die Leistung eine wettbewerbliche Eigenart besitzt und spezielle Verhältnisse hinzutreten, die das Nachahmen als unlauter erscheinen lassen.
Eine solche wettbewerbliche Eigenart liegt dann vor, wenn ihre Ausgestaltung oder speziellen Merkmale geeignet sind, die interessierten Verkehrskreise auf die betriebliche Herkunft oder die Besonderheit des Herkunftserzeugnisses hinzuweisen. Insofern können Alltagsgegenstände keine Eigenart aufweisen, da sie meist keine besonderen Merkmale haben, die auf die betriebliche Herkunft aufmerksam macht.